# Euxoa antica
Euxoa antica là một loài bướm đêm trong họ Noctuidae.